# Distribución del máximo de una muestra
Sean las variables aleatorias {\displaystyle X_{1},X_{2},...,X_{n}} independientes e idénticamente distribuidas con función de distribución {\displaystyle F_{X}(x)} y función de densidad {\displaystyle f_{X}(x)}. Sea también la variable {\displaystyle Y} definida por: {\displaystyle Y=max(X_{1},X_{2},...,X_{n})}. Entonces, la función de distribución del máximo de la muestra está dada por: {\displaystyle F_{Y}(y)=[F_{X}(y)]^{n}}, y su función de densidad: {\displaystyle f_{Y}(y)=n[F_{X}(y)]^{n-1}f_{X}(y)}.

## Demostración
Supongamos que {\displaystyle G(y)} es la función de distribución de Y, entonces:
{\displaystyle G(y)=P(Y\leq y)=P(max(X_{1},...,X_{n})\leq y)}
Como {\displaystyle X_{i}\leq max(X_{1},...,X_{n})} para {\displaystyle i=1,2,...,n}, el evento {\displaystyle max(X_{1},...,X_{n})\leq y}. es equivalente al evento {\displaystyle (X_{1}\leq y,X_{2}\leq y,...,X_{n}\leq y)}. Es decir, para que el máximo de {\displaystyle (X_{1},...,X_{n})} sea menor que {\displaystyle y}.
```

  

    

      

        
y

      

    

    
{\displaystyle y}

  

, cada una de las 

  

    

      

        

          
X

          

            
i

          

        

      

    

    
{\displaystyle X_{i}}

  

 tiene que ser menor o igual a ese número 

  

    

      

        
y

      

    

    
{\displaystyle y}

  

. Por lo tanto:
```

{\displaystyle G(y)=P(Y\leq y)}

{\displaystyle =P(max(X_{1},...,X_{n})\leq y)}

{\displaystyle =P(X_{1}\leq y,X_{2}\leq y,...,X_{n}\leq y)}

{\displaystyle =P(X_{1}\leq y)P(X_{2}\leq y)...P(X_{n}\leq y)} (Independencia)

{\displaystyle =[P(X_{1}\leq y)]^{n}} (Distribución idéntica)

{\displaystyle =[F(y)]^{n}} (Definición)

Del mismo modo, la función de densidad de Y sería:
{\displaystyle g(y)=G(y)'=([F(y)]^{n})'=n[F(y)]^{n-1}f(y)}